# Сизоненко, Евгений Николаевич
Евге́ний Никола́евич Сизо́ненко (4 марта 1964, Лиски, Воронежская область — 29 ноября 1999, Владикавказ, Северная Осетия; похоронен в Кореновске, Краснодарский край) — капитан ВС РФ, участник Афганской, Южноосетинской, Абхазской, Первой и Второй чеченской войн, Герой Российской Федерации (2000, посмертно). Штурман вертолёта поисково-спасательной службы 55-го Севастопольского отдельного вертолётного полка 4-й армии ВВС и ПВО Северо-Кавказского военного округа.

## Биография
Родился 4 марта 1964 года в городе Лиски Воронежской области. Русский. В 1981 году окончил местную среднюю школу № 15, подал документы в Борисоглебское авиационное училище, куда не был принят из-за высокого роста, но всё же поступил на службу в Вооружённые силы СССР, поступив в Саратовское высшее военное авиационное училище лётчиков, которое окончил в 1985 году.
Служил в авиационном вертолётном полку Прикарпатского военного округа. В 1986—1987 годах — участник Афганской войны в составе Ограниченного контингента советских войск. С 1988 года проходил службу в Северной группе войск (Польша). С 1992 года служил в 55-м отдельном вертолётном полку, дислоцированном в городе Кореновск Краснодарского края (393-я Севастопольская авиабаза). в 1991—1993 годах — участник Южноосетинской и Абхазской войн.
С ноября 1994 года — участник первой чеченской войны, совершил несколько сотен боевых вылетов.
С октября 1999 года — участник второй чеченской войны. В составе экипажа вертолёта Ми-8 совершил 57 боевых вылетов, из которых 53 — на эвакуацию раненых с поля боя и из районов проведения боевых операций.
В боевом вылете 29 ноября 1999 года в районе села Кулары Грозненского района Чеченской республики принял на борт 7 раненых бойцов. Во время эвакуации вертолёт был обстрелян боевиками, машина получила повреждения и управление было затруднено. В этих условиях получивший тяжёлое ранение в ногу капитан Сизоненко все 40 минут полёта продолжил выполнять свои обязанности и совершил посадку у военного госпиталя во Владикавказе. После посадки самостоятельно вышел из вертолёта, через несколько минут потерял сознание от потери крови, и в тот же день скончался от ран. Похоронен в городе Кореновск Краснодарского края.
Указом Президента Российской Федерации от 28 июня 2000 года за мужество и героизм, проявленные при выполнении воинского долга в ходе контртеррористической операции в Северо-Кавказском регионе, капитану Сизоненко Евгению Николаевичу посмертно присвоено звание Героя Российской Федерации. Медаль «Золотая звезда» была вручена вдове Ларисе Альбертовне Сизоненко командиром 67-го армейского корпуса генерал-лейтенантом В. И. Молтинским.

## Награды и память
Награждён медалью ордена «За заслуги перед Отечеством» 2-й степени с изображением мечей (Россия), медалями «За безупречную службу» 3-й степени (СССР), «За отличие в воинской службе» 2-й степени (СССР), «70 лет Вооружённых сил СССР» (СССР), «Воину-интернационалисту от благодарного афганского народа» (Афганистан).
В 2000 году в городе Лиски улица Тепловозная была переименована в улицу Сизоненко, в 2001 году установлены бюст и мемориальная доска (художник-скульптор Арарат Арсесян).
В средней школе № 15, которую окончил Сизоненко, в августе 2004 года был открыт музей его имени. 5 сентября 2014 года на здании школы торжественно открыли мемориальную доску в честь первого Героя Российской Федерации из Лискинского района Евгения Николаевича Сизоненко.

## Семья
Отец — рабочий в депо Николай Петрович Сизоненко (умер в 2001 году), мать — Евдокия Павловна Сизоненко, жена Лариса Альбертовна Сизоненко (умерла 08.08.2020г.), дочь Яна Евгеньевна Сизоненко (Куница).Внучка Куница Кира Евгеньевна родилась 09.06.2016г, Внучка Куница Виктория Евгеньевна родилась 08.10.2020г.